# یواس‌اس نرو (ای‌سی-۱۷)
یواس‌اس نرون (ای‌سی-۱۷) (به انگلیسی: USS Nero (AC-17)) یک کشتی بود که طول آن ۳۲۰ فوت (۹۸ متر) بود. این کشتی در سال ۱۸۹۵ ساخته شد.